# Galileo (navigační systém)

Galileo logo

Galileo je evropský autonomní globální družicový polohový systém (GNSS), který financuje Evropská unie prostřednictvím Evropské kosmické agentury (ESA). Galileo má poskytnout přesný a nezávislý navigační systém, aby státy Evropské unie nebyly závislé na americkém systému GPS nebo ruském GLONASS. Galileo má větší přesnost než GPS (menší než jeden metr, GPS má přesnost tři metry).
První testovací služby začal systém Galileo poskytovat v roce 2016. Plný operační režim byl uveden do provozu v roce 2019 a kompletní systém s 24 provozními satelity by měl být dosažen v roce 2021. Administrativní sídlo Agentury GSA provozující systém Galileo je v pražských Holešovicích, se dvěma pozemními operačními středisky v italském Fucinu a německém Oberpfaffenhofenu.

## Vznik projektu

Názorná animace

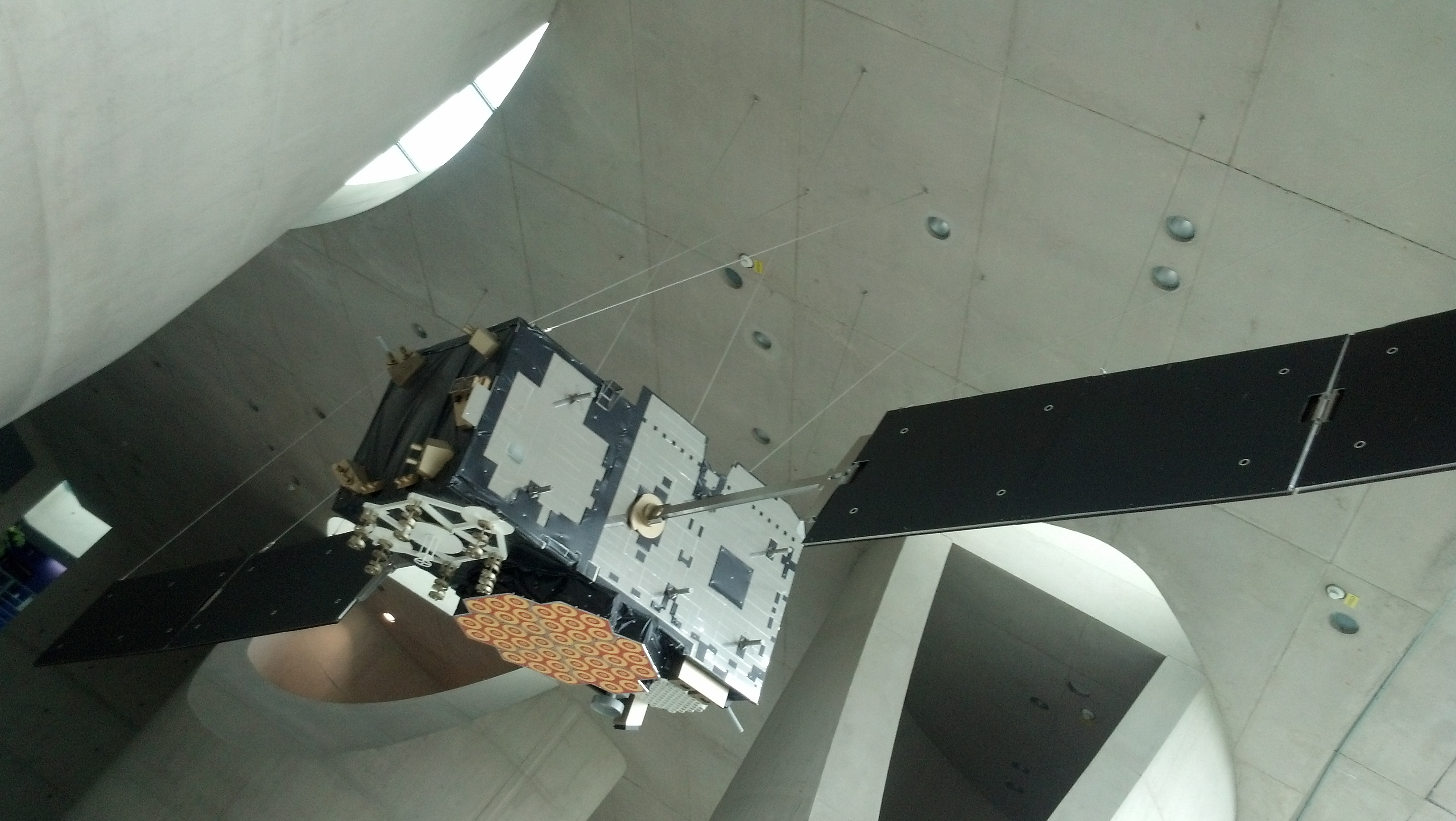
Model satelitu Galileo v německém operačním centru GSA

První impulsy ke spuštění vlastního evropského navigačního systému se objevily už koncem 90. let. Iniciátorem těchto plánů byl britský politik Neil Kinnock, který pracoval od roku 1995 jako evropský komisař pro dopravu. Kinnock prosazoval myšlenku samostatného navigačního systému, díky kterému by Evropa nebyla závislá na americkém systému GPS, který dosud pokrýval celé území. V roce 1999 poté představil konkrétní plán Galileo. Následný evropský komisař pro dopravu, Loyola de Palacio, spolu s předsedou Evropské Vesmírné Agentury (ESA) zahájili spuštění projektu.
Projekt byl podporován a organizován především Itálií, Francií a Německem, které bylo ovšem v jednáních zdrženlivější. Ambivalentní postoj Německa se projevil například v kauze uniklé komunikace mezi americkou ambasádou a ředitelem jedné z německých firem zapojených do projektu Berryho Smutnyho, kde Smutny údajně označoval Galileo jako zbytečné utrácení peněz, které vyhovuje hlavně francouzským zájmům.
Dalším problémem pro vývoj evropského globálního navigačního systému byla nevole Washingtonu připustit konkurenční systém. Po teroristickém útoku z 11. září 2001 bylo USA obezřetnější k potenciálnímu nebezpečí, které by v rukou nepřítele mohl systém Galileo představovat. Náměstek ministra obrany Paul Wolfowitz proto poslal dopis vyzývající k přehodnocení evropského projektu. Argumentoval budoucím možným křížením GPS a systému Galileo, které by podle něj mohlo ohrozit vojenské využití GPS v případě konfliktu. Dále Wolfowitz kritizoval zapojení neodborné veřejnosti.
Evropa však reagovala ještě větší podporou vývoji Galilea, kterou symbolizovala snaha Jacquea Chiraca a Tonyho Blaira najít konsenzus nad jeho fungováním. Nakonec byl dohodnut systém Partnerství veřejného a soukromého sektoru (Public-Private Partnership), v rámci něhož, měl soukromý sektor pokrýt dvě třetiny výdajů. Do vývoje se následně zapojily soukromé společnosti z Británie, Francie, Itálie nebo Španělska. V roce 2007 ovšem Evropská komise, jednající za EU, spolu s Evropskou kosmickou agenturou rozhodly převést projekt kompletně pod Evropskou unii. Na projektu měla spolupracovat i Čína, ta ale nakonec začala vyvíjet svůj vlastní systém (BeiDou), stejně jako Japonsko nebo Indie.

## Realizace
Projekt byl pojmenován podle toskánského vědce Galilea Galileiho, který se mimo jiné zajímal i o problematiku námořní navigace. Vznik projektu se skládá ze dvou částí. První fáze, takzvaná In-Orbit Validation Phase (IOV), byla zahájena v roce 2011, respektive už v roce 2005, kdy byl vypuštěn první zkušební satelit. První satelit samotného systému byl vypuštěn raketou Sojuz 21. října 2011. Tato fáze má za úkol testování funkčnosti satelitů a jejich vzájemnou propojenost. V této fázi vývoje byly na oběžnou dráhu umístěny čtyři operační satelity. Od roku 2016 je spuštěna druhá fáze vývoje, tedy plné uvedení do provozu (Full Operational Capacity Phase – FOC).
V prosinci 2016 byla vyhlášena první dostupnost otevřených služeb, kdy bylo použitelných prvních 10 družic. V roce 2017 bylo na oběžné dráze 18 satelitů, 4 původní operační a 14 nových. Do budoucna je v plánu zvýšit počet na 30 satelitů (24 provozních a 6 náhradních). Všechny tyto satelity jsou zároveň kompatibilní se americkými satelity GPS i ruskými GLONASS2, lze je tedy využívat všechny dohromady a tím zlepšovat služby jako přesnost navigací. Právě kvůli možnosti přesnější navigace na mapách, využívá systém Galileo například značka mobilních telefonů Huawei. Technologie se ale uplatňuje také při předpovídání počasí nebo slouží vojenským účelům.
V roce 2018 byl na trh uveden první čip, který umí využívat kromě signálu E1 též signál E5, který umožňuje zpřesnit pozici na 30 cm; prvním telefonem bylo Xiaomi Mi 8. V roce 2019 systém dosáhl plné operační schopnosti. Momentálně se na projektu podílí tři partneři. Finance a organizaci zařizuje Evropská komise, vývoj a veřejné zakázky má na starosti Evropská kosmická agentura a provozovat projekt po jeho dokončení má Agentura pro evropský globální navigační systém. Kompletní aktivní systém třiceti družic (24 provozních a 6 aktivních náhradních) se očekává ke konci roku 2020. Nová generace družic má nahradit starší v roce 2025 (starší družice budou sloužit jako záloha).

### Postup uvádění do provozu
| Blok                                                                                              | Období    | Plánováno | Vypuštěno  | Aktivní |
| ------------------------------------------------------------------------------------------------- | --------- | --------- | ---------- | ------- |
| GIOVE                                                                                             | 2003–2005 | 0         | 2          | 0       |
| IOV                                                                                               | 2011–2012 | 0         | 3 +1✝      | 3       |
| FOC                                                                                               | 2014–2025 | 8         | 20 +2€ +1✝ | 20      |
| G2G                                                                                               | 2025+     | 12        | 0          | 0       |
| Celkem                                                                                            | Celkem    | 20        | 25 +2€ +2✝ | 23      |
| ✝ Ztraceno nebo odstaveno € Testování, údržba, zavádění do provozu Poslední změna: 30. dubna 2024 |           |           |            |         |

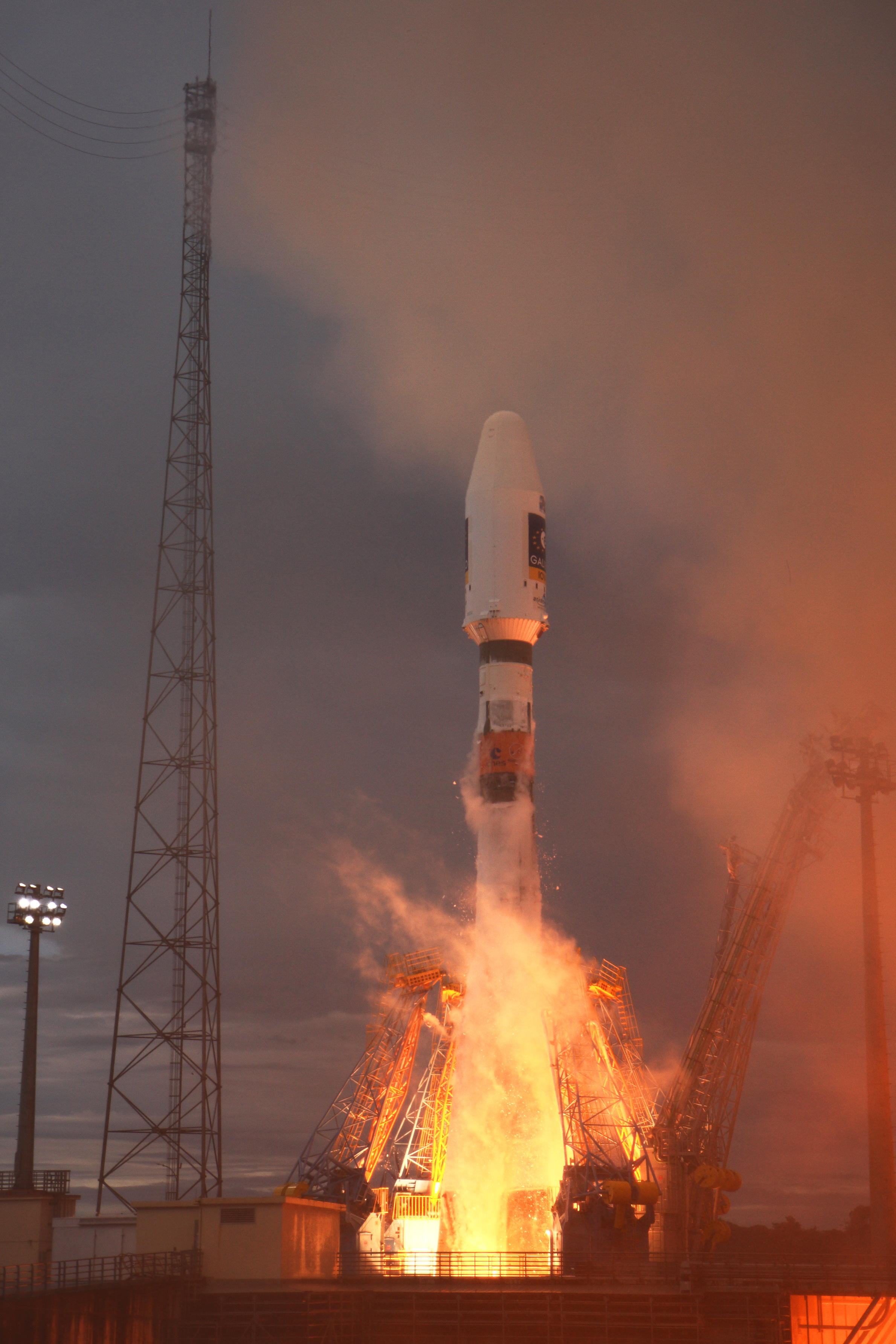
Galileo na raketě Sojuz v roce 2011

- Dne 28. prosince 2005 byla do vesmíru vyslána první technologická navigační družice pro testování komponent tohoto systému, pojmenovaná GIOVE-A. Vynesla ji z kazašského kosmodromu Bajkonur ruská raketa Sojuz-FG/Fregat.
- Druhá družice, pojmenovaná Giove-B, byla z Bajkonuru vynesena na oběžnou dráhu raketou Soyuz/Fregat 27. dubna 2008.
- Dne 21. října 2011 vynesla raketa Sojuz ST-B z Guyanského kosmického centra na oběžnou dráhu dva satelity systému Galileo.[19]
- Dne 12. října 2012 vypuštěny další dvě družice, jedna z nich se jmenuje David – podle Davida Markarjance z Hradce Králové, českého chlapce česko-arménského původu, vítěze celostátní výtvarné soutěže, jež byla součástí soutěže celoevropské (ostatní družice mají též jména podle dětí z různých zemí EU).[20][21]
- Dne 12. března 2013 bylo provedeno zaměření prvního cíle na zemském povrchu. Podle ESA se tak stalo s přesností na deset až 15 metrů. To je v souladu s očekáváním. Přesnost se přitom bude zvyšovat s tím, jak bude přibývat satelitů, které jsou do systému Galileo zapojeny.[22]
- Dne 22. srpna 2014 přišel systém o dvě nové družice, které měl vynést ruský nosič. Kvůli selhání posledního stupně rakety se družice dostaly na špatnou oběžnou dráhu a je nemožné je dostat na tu správnou (i když s oběma navázalo řídící středisko agentury ESA v Darmstadtu spojení).[23]
- Dne 3. prosince 2014 evropská vesmírná organizace ESA oznámila úspěšné vystoupání první družice na správnou oběžnou dráhu. Druhá družice by měla provést stejný manévr. O začlenění obou družic do systému bude rozhodnuto později na základě testů.[24]
- Dne 11. září 2015 byly raketou Sojuz vyneseny dvě družice a celkový počet družic Galileo tak dosáhl 10.[25]
- Dne 17. prosince 2015 raketa Sojuz vynesla dvě družice a celkový počet družic Galileo je 12.
- Dne 24. května 2016 raketa Sojuz vynesla dvě družice a celkový počet družic Galileo je 14.
- Dne 16. listopadu 2016 byly raketou Ariane 5ES vyneseny čtyři družice a celkový počet družic je 18.
- Dne 12. prosince 2017 byly raketou Ariane 5ES vyneseny čtyři další družice a celkový počet družic je 22.
- Dne 25. července 2018 byly raketou Ariane 5ES vyneseny čtyři další družice a celkový počet družic je 26 (z toho 2 nefunkční a 2 v testování).
- Přestože je plný operační režim v provozu již od roku 2019, kompletní systém se 24 satelity měl být dokončen ke konci roku 2020. Start rakety Sojuz z Francouzské Guyany však byl odložen na rok 2021.[2]
- Dne 20. ledna 2021 EK objednala 12 satelitů 2. generace ve dvou zakázkách od společností ThalesAleniaSpace (Itálie) a Airbus Defence & Space (Německo).[26] První satelity 2. generace mají být vypuštěny na konci roku 2024.[26] Objednávka neovlivní dodávky dříve objednaných satelitů 1. generace.[26]

## Fungování

### Princip

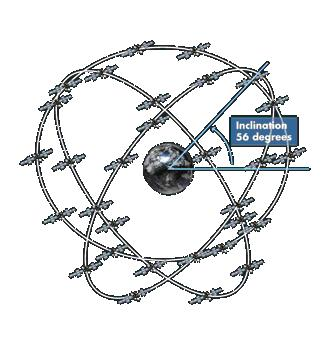
Konfigurace satelitů Galileo

Systém má být tvořen 30 operačními družicemi (24 + 6 záložních), obíhajícími ve výšce přibližně 23 222 km nad povrchem Země po drahách se sklonem 56° k zemskému rovníku ve třech rovinách, vzájemně vůči sobě posunutých o 120°. Každá dráha bude mít 9 pozic pro družice a 1 pozici jako zálohu, aby systém mohl být při selhání družice rychle doplněn na plný počet. To umožní také využívat systém až na 75° zeměpisné šířky. Díky počtu družic bude systém spolehlivý a může překonat i svého největšího konkurenta GPS. Pokrytí Galilea je větší než u GPS, a to především v severských zemích, kde navigace byla problematická.
Také to, že se nejedná o vojenský (GPS, GLONASS...), ale civilní projekt, přináší tu výhodu, že nehrozí výpadek služby ani při vyhrocených mezinárodních situacích. Největší uplatnění najde Galileo především v dopravě ale i například oblasti bezpečnosti. Ať se jedná o zabezpečení průmyslu nebo systému Search and Rescue (SAR). Tato služba se týká především automobilové dopravy. Po nehodě je možná oboustranná komunikace a lokalizace. V případě neschopnosti reagovat z důvodu vážného zranění je vozidlo schopno samo zavolat a přesně určit polohu pro snazší práci záchranářů. Tuto možnost by měla mít vozidla od roku 2018.
Další služby, které bude Galileo poskytovat, jsou: 
- Open Service (OS) bude volně dostupná. Jeho signály budou využívat 2 pásma: 1164–1214 MHz a 1563–1591 MHz. Přijímače mají mít horizontální přesnost lepší než 4 m a vertikální lepší než 8 m (nebo horizontálně pod 15 m a vertikálně pod 35 m při použití jednoho pásma). Protože bylo dosaženo dohody o kompatibilitě s americkým systémem, budoucí přijímače navíc budou zároveň využívat i GPS.
- Commercial Service (CS), šifrovaný servis, má být zpoplatněn a má poskytnout přesnost lepší než OS.
- Safety of Life Service (SOL), která bude také kódovaná s důrazem na integritu a bezpečnost, pro nasazení např. v řízení letového provozu.
- Public Regulated Service (PRS), bude zašifrovaná, s kontrolovaným přístupem a dlouhodobou podporou, určená pro armády a bezpečnostní složky států.

### Struktura systému

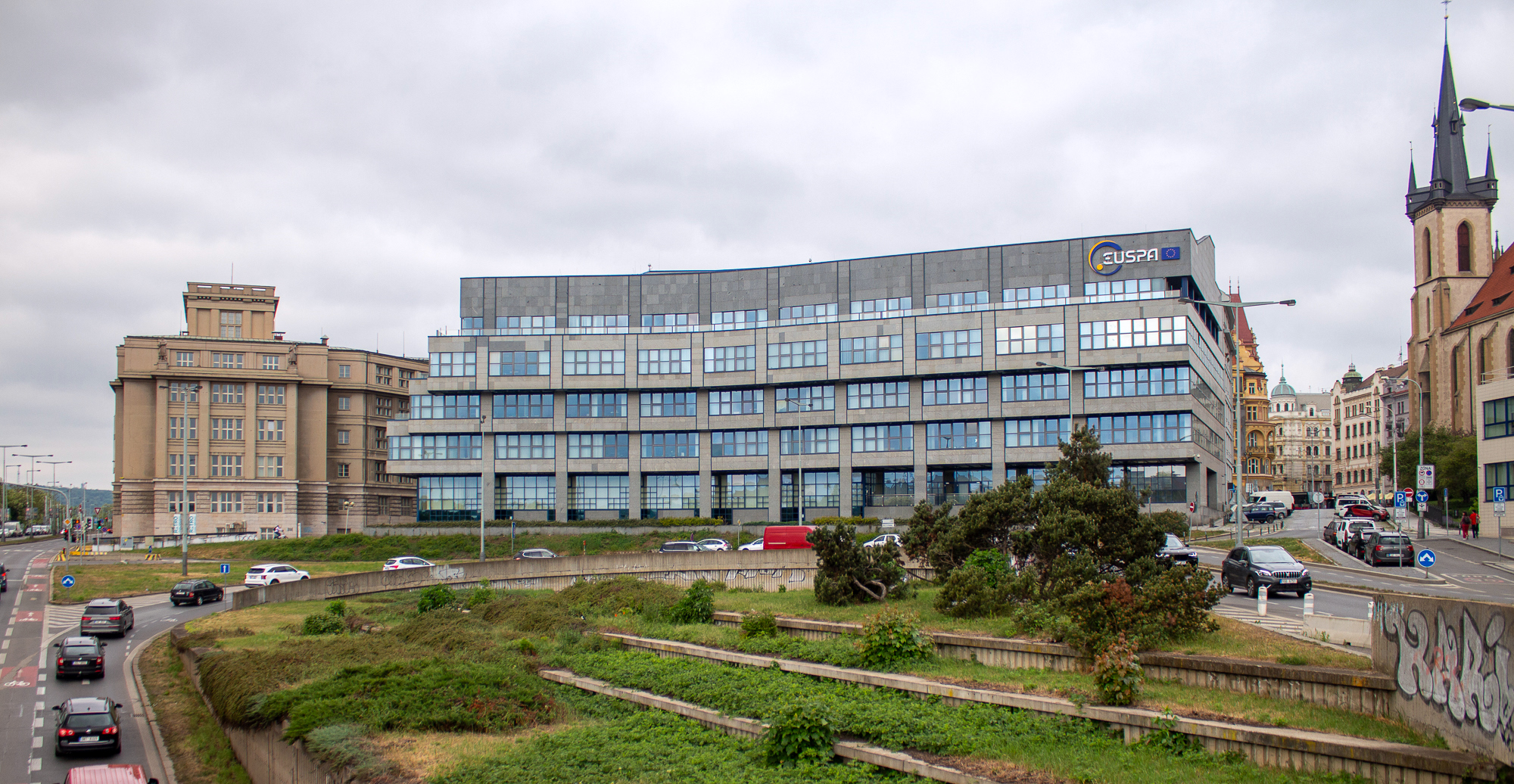
Sídlo EUSPA v Praze

Kosmický segment
Systém má být tvořen 30 operačními družicemi (24 + 6 náhradních), obíhajícími ve výšce přibližně 23 222 km nad povrchem Země po drahách se sklonem 56° k zemskému rovníku ve třech rovinách, vzájemně vůči sobě posunutých o 120°. Každá dráha bude mít 9 pozic pro družice a 1 pozici jako zálohu, aby systém mohl být při selhání družice rychle doplněn na plný počet.
Pozemní centra
V roce 2004 bylo založeno administrativní centrum Galileo Supervising Authority (GSA) v Bruselu a technologické centrum Galileo Control Centre (GCC) v Oberpfaffenhofenu u německého Mnichova. Pro vývoj technologií bylo využito centra European Space Research and Technology Centre (ESTEC) ESA v holandském Noordwijk.
V roce 2010 bylo rozhodnuto, že administrativní sídlo EUSPA (tehdy GSA) bude v Praze. Sídlo v budově v Holešovicích na Nábřeží Kapitána Jaroše u Hlávkova mostu bylo uvedeno do provozu v roce 2012. Roku 2025 se má agentura přestěhovat do nového sídla na Palmovce.

### Zařízení využívající Galileo

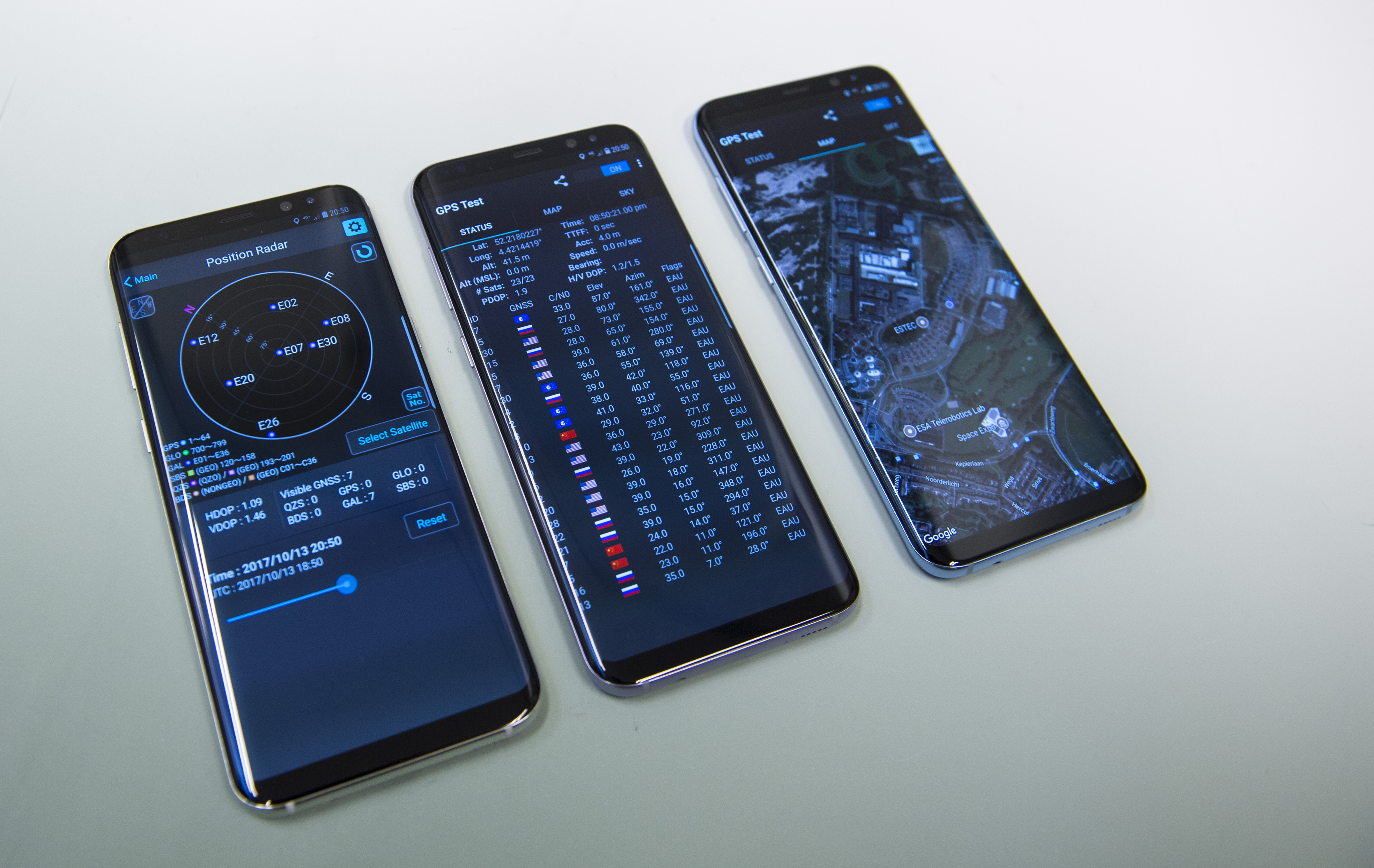
Systém Galileo v telefonech Samsung Galaxy S8

Se systémem Galileo je kompatibilní řada zařízení. Mezi první mainstream smartphony z roku 2017 patřily Samsung Galaxy S8, Moto X4, Apple iPhone 8 a iPhone X. Ke konci roku 2018 bylo na trhu více než 70 smartphonů se systémem Galileo. Od roku 2018 se Galileo nachází povinně v každém novém vozidle prodávaném v Evropské unii a umožňuje tak provoz tísňového volání eCall.
Na začátku roku 2019 byla podpora dvoufrekvenčního globálního navigačního systému (sleduje více než jeden rádiový signál z každé družice, pro Galileo frekvence E1/E5) potvrzena jen na Android telefonech Xiaomi Mi 8 a Xiaomi Mi Mix 3 (podle aplikace GPSTest). U ostatních zařízení nejsou dostupné informace nebo jsou potíže se získáváním technických informací z GPS čipu.

### Česká účast na projektu
Česká republika měla zájem o spolupráci s ESA již na konci 90. let minulého století. V roce 1996 podepsala ČR s ESA rámcovou dohodu o spolupráci ve výzkumu a využívání kosmického prostoru pro mírové účely. Roku 2003 byla podepsána dohoda o statutu spolupracujícího státu mezi Českou republikou a ESA. 8. července 2008 došlo k podepsání dohody o vstupu ČR do ESA. Tato dohoda vstoupila v platnost 12. listopadu 2008. Zlomový okamžik nastal v roce 2012. V tomto roce bylo otevřeno sídlo Agentury pro evropský globální navigační družicový systém (GSA) v Praze.
Přesněji, 6. září 2012 došlo k slavnostnímu otevření nového sídla agentury na adrese Janovského 438/2, 170 00 Praha 7-Holešovice. Ta nyní zaměstnává již více než 200 pracovníků, ze kterých je nemalá část “domácích”, a to i ve výzkumném centru, kde se podílejí na přípravě a řízení projektů, jako je např. Galileo. O toto sídlo soupeřila Praha s nizozemským Noordwijkem. Ten však získal podporu pouze 4 zemí oproti 22 hlasům pro Prahu. Praha usilovalo o toto sídlo již od roku 2006. Jedná se o nejdůležitější agenturu EU sídlící v ČR. Také to s sebou nese mnoho možností pro české technologické firmy díky veřejným zakázkám, které tato agentura vypisuje. Mohou se tak v budoucnu podílet jako subdodavatelé i u jiných projektů ESA. Od roku 2012, tedy od přesunutí sídla GSA do Prahy, přinesly projekty spojené s agenturou české ekonomice téměř 1 miliardu korun.

## Vesmírná politika Evropské unie
Evropská unie má celkem tři vesmírné projekty, a to Copernicus, systém pro pozorování Země, EGNOS, družicový systém předcházející programu Galileo, který má zvyšovat přesnost GPS v Evropě, a samotný systém Galileo.
Účelem vytvoření Galilea bylo dosažení nezávislosti na Spojených státech amerických, které provozují GPS, na kterém byla dosud Evropa závislá. S GPS i ruským GLONASSem je však Galileo kompatibilní. Vlastní navigační systém umožňuje mimo jiné kontrolu infrastruktury a telekomunikace. Na rozdíl od amerického systému je jeho primárním účelem civilní servis, nikoliv vojenské účely. Galileo má povzbudit a usnadnit využití kosmických dat na trhu, především v dopravě, kde jsou stále více využívána. Jedním ze strategických cílů EU je také podpora technologického výzkumu, inovací a obchodních příležitosti včetně vytvoření nových pracovních míst. V neposlední řadě Galileo posiluje mezinárodní spolupráci, postavení Evropy jako světového hráče a zajišťuje Evropě vlastní nezávislý přístup k radiofrekvenčnímu spektru. Využití navigačního systému má také v důsledku přispět k efektivnější dopravě a tím pádem snížení emisí.

## Kritika
Kritici projektu Galileo ho označovali za zbytečný, příliš nákladný (již odhady z roku 2011 mluví o zhruba 4 mld. eur, údaje z roku 2017 stouply zhruba na 10 mld.) a ne příliš inovativní z technologického hlediska. Primárním problémem je pro něj efektivní konkurenceschopnost vůči systému GPS, za který zodpovídá Ministerstvo obrany Spojených států. Podle kritiků totiž kromě přesnějšího zaměřování nenabízí žádné užitečnější výhody. Navíc má ovšem sloužit pro veřejné a komerční účely, jeho strategická hodnota také tkví na koordinaci a monitorování bezpečnostních složek vybraných států skrze šifrovaný kanál.
Většina soukromých investorů účast na projektu odmítla. Zdroje proto pocházejí z financí Evropské komise, která na sebe veškeré náklady na navýšení rozpočtu převzala. Předpokládá se, že i když budou brány v úvahu očekávané roční příjmy ve výši 100 milionů eur, EU bude muset stále dotovat projekt ve výši 750 milionů eur ročně.
Mezi nejznámější kritiky projektu Galileo patří např. Berry Smutny, bývalý ředitel dodavatelské společnosti OHB-Systems (zodpovědné za 14 satelitů pro Galileo v hodnotě 566 mil. EUR), jenž byl ze své pozice propuštěn poté, co server WikiLeaks zveřejnil jeho prohlášení, ve kterém označil Galileo za „stupidní nápad“ a „vyhozené peníze evropských daňových poplatníků“.